# گونرسدورف
گونرسدورف (به آلمانی: Gönnersdorf) یک شهر در آلمان است که در اهرویلر واقع شده‌است. گونرسدورف ۶۴۰ نفر جمعیت دارد.